# N11 (Ghana)
De N11 of National Road 11 is een nationale weg in Ghana die de steden Bolgatanga en Bawku met elkaar en met Togo verbindt. De weg is ongeveer 100 kilometer lang en loopt door de regio Upper East.
De N11 begint in Bolgatanga. Hier sluit de weg aan op de N10 naar Tamale en Navrongo. Daarna loopt de weg richting het oosten. Bij Tilli wordt de N2 tussen Yendi en Tenkodogo gekruist. Via de stad Bawku wordt uiteindelijk de grens met Togo bij Bimpiela bereikt. In Togo loopt de weg verder naar 